# Young Buffaloes F.C.
Young Buffalos FC là một câu lạc bộ bóng đá Eswatini có trụ sở ở Mbabane. Đây là một trong những câu lạc bộ thể thao chính của đất nước.

## Thành tích
- Giải bóng đá ngoại hạng Eswatini: 1

2010.
- Cúp bóng đá Swazi: 3

2017, 2018, 2019.
- Cúp Từ thiện Swazi: 0

Á quân 2001, 2012, 2013.

## Thành tích ở các giải đấu CAF
- CAF Champions League: 1 lần

2011 – Vòng Một